# Unicodeblock Äthiopisch, Zusatz
Der Unicodeblock Äthiopisch, Zusatz (engl. Ethiopic Supplement, U+1380 bis U+139F) enthält zusätzliche Äthiopische Silbenzeichen für die Sprache Sebatbeit sowie diakritische Zeichen zur Tonmarkierung. Er wurde gleichzeitig mit dem Unicodeblock Äthiopisch, erweitert in der Unicode-Version 4.1 hinzugefügt, der u. a. weitere Zeichen für Sebatbeit enthält. Die grundlegenden äthiopischen Silben- und Satzzeichen für Sebatbeit und andere Sprachen befinden sich bereits seit Unicode-Version 3.0 im Unicodeblock Äthiopisch, außerdem gibt es noch ab Version 6.0 den Unicodeblock Äthiopisch, erweitert-A.

## Tabelle
| Unicodenummer | Zeichen (400 %) | Kategorie                               | Bidirektionale Klasse     | Offizielle Bezeichnung           | Beschreibung                             |
| ------------- | --------------- | --------------------------------------- | ------------------------- | -------------------------------- | ---------------------------------------- |
| U+1380 (4992) | ᎀ               | anderer Buchstabe, Silbe oder Ideogramm | links nach rechts         | ETHIOPIC SYLLABLE SEBATBEIT MWA  | Äthiopisches Silbenzeichen Sebatbeit Mwa |
| U+1381 (4993) | ᎁ               | anderer Buchstabe, Silbe oder Ideogramm | links nach rechts         | ETHIOPIC SYLLABLE MWI            | Äthiopisches Silbenzeichen Mwi           |
| U+1382 (4994) | ᎂ               | anderer Buchstabe, Silbe oder Ideogramm | links nach rechts         | ETHIOPIC SYLLABLE MWEE           | Äthiopisches Silbenzeichen Mwee          |
| U+1383 (4995) | ᎃ               | anderer Buchstabe, Silbe oder Ideogramm | links nach rechts         | ETHIOPIC SYLLABLE MWE            | Äthiopisches Silbenzeichen Mwe           |
| U+1384 (4996) | ᎄ               | anderer Buchstabe, Silbe oder Ideogramm | links nach rechts         | ETHIOPIC SYLLABLE SEBATBEIT BWA  | Äthiopisches Silbenzeichen Sebatbeit Bwa |
| U+1385 (4997) | ᎅ               | anderer Buchstabe, Silbe oder Ideogramm | links nach rechts         | ETHIOPIC SYLLABLE BWI            | Äthiopisches Silbenzeichen Bwi           |
| U+1386 (4998) | ᎆ               | anderer Buchstabe, Silbe oder Ideogramm | links nach rechts         | ETHIOPIC SYLLABLE BWEE           | Äthiopisches Silbenzeichen Bwee          |
| U+1387 (4999) | ᎇ               | anderer Buchstabe, Silbe oder Ideogramm | links nach rechts         | ETHIOPIC SYLLABLE BWE            | Äthiopisches Silbenzeichen Bwe           |
| U+1388 (5000) | ᎈ               | anderer Buchstabe, Silbe oder Ideogramm | links nach rechts         | ETHIOPIC SYLLABLE SEBATBEIT FWA  | Äthiopisches Silbenzeichen Sebatbeit Fwa |
| U+1389 (5001) | ᎉ               | anderer Buchstabe, Silbe oder Ideogramm | links nach rechts         | ETHIOPIC SYLLABLE FWI            | Äthiopisches Silbenzeichen Fwi           |
| U+138A (5002) | ᎊ               | anderer Buchstabe, Silbe oder Ideogramm | links nach rechts         | ETHIOPIC SYLLABLE FWEE           | Äthiopisches Silbenzeichen Fwee          |
| U+138B (5003) | ᎋ               | anderer Buchstabe, Silbe oder Ideogramm | links nach rechts         | ETHIOPIC SYLLABLE FWE            | Äthiopisches Silbenzeichen Fwe           |
| U+138C (5004) | ᎌ               | anderer Buchstabe, Silbe oder Ideogramm | links nach rechts         | ETHIOPIC SYLLABLE SEBATBEIT PWA  | Äthiopisches Silbenzeichen Sebatbeit Pwa |
| U+138D (5005) | ᎍ               | anderer Buchstabe, Silbe oder Ideogramm | links nach rechts         | ETHIOPIC SYLLABLE PWI            | Äthiopisches Silbenzeichen Pwi           |
| U+138E (5006) | ᎎ               | anderer Buchstabe, Silbe oder Ideogramm | links nach rechts         | ETHIOPIC SYLLABLE PWEE           | Äthiopisches Silbenzeichen Pwee          |
| U+138F (5007) | ᎏ               | anderer Buchstabe, Silbe oder Ideogramm | links nach rechts         | ETHIOPIC SYLLABLE PWE            | Äthiopisches Silbenzeichen Pwe           |
| U+1390 (5008) | ᎐               | anderes Symbol                          | anderes neutrales Zeichen | ETHIOPIC TONAL MARK YIZET        | Äthiopisches Tonzeichen Yizet            |
| U+1391 (5009) | ᎑               | anderes Symbol                          | anderes neutrales Zeichen | ETHIOPIC TONAL MARK DERET        | Äthiopisches Tonzeichen Deret            |
| U+1392 (5010) | ᎒               | anderes Symbol                          | anderes neutrales Zeichen | ETHIOPIC TONAL MARK RIKRIK       | Äthiopisches Tonzeichen Rikrik           |
| U+1393 (5011) | ᎓               | anderes Symbol                          | anderes neutrales Zeichen | ETHIOPIC TONAL MARK SHORT RIKRIK | Äthiopisches Tonzeichen kurzes Rikrik    |
| U+1394 (5012) | ᎔               | anderes Symbol                          | anderes neutrales Zeichen | ETHIOPIC TONAL MARK DIFAT        | Äthiopisches Tonzeichen Difat            |
| U+1395 (5013) | ᎕               | anderes Symbol                          | anderes neutrales Zeichen | ETHIOPIC TONAL MARK KENAT        | Äthiopisches Tonzeichen Kenat            |
| U+1396 (5014) | ᎖               | anderes Symbol                          | anderes neutrales Zeichen | ETHIOPIC TONAL MARK CHIRET       | Äthiopisches Tonzeichen Chiret           |
| U+1397 (5015) | ᎗               | anderes Symbol                          | anderes neutrales Zeichen | ETHIOPIC TONAL MARK HIDET        | Äthiopisches Tonzeichen Hidet            |
| U+1398 (5016) | ᎘               | anderes Symbol                          | anderes neutrales Zeichen | ETHIOPIC TONAL MARK DERET-HIDET  | Äthiopisches Tonzeichen Deret-Hidet      |
| U+1399 (5017) | ᎙               | anderes Symbol                          | anderes neutrales Zeichen | ETHIOPIC TONAL MARK KURT         | Äthiopisches Tonzeichen Kurt             |